# San José de Viñedo
San José de Viñedo är en ort i Mexiko.   Den ligger i kommunen Gómez Palacio och delstaten Durango, i den centrala delen av landet, 800 km nordväst om huvudstaden Mexico City. San José de Viñedo ligger 1 123 meter över havet och antalet invånare är 1 984.
Terrängen runt San José de Viñedo är mycket platt. Runt San José de Viñedo är det ganska tätbefolkat, med 214 invånare per kvadratkilometer. Närmaste större samhälle är Torreón, 11,7 km söder om San José de Viñedo. Omgivningarna runt San José de Viñedo är i huvudsak ett öppet busklandskap.